# 加藤涉
加藤涉（日语：／ Katō Wataru，7月17日—），日本男性配音員。出身於東京都。I'm Enterprise所屬。於2025年3月30日，獲金氏世界紀錄「日語動畫中最長的台詞」。

## 人物
日本播音演技研究所畢業。

## 出演作品
※粗體字為主要角色

### 電視動畫
2016年
- 斯黛拉的魔法（學生、店員）
- 長騎美眉（客人）

2017年
- 無論何時我們的戀情都是10厘米。（學生）

2018年
- 豆豆貓（日语：まめねこ）（眼鏡[3]、客、烏鴉）
- 牙鬥獸娘（學生）
- 奴隸區 我與23個奴隸（學生）

2019年
- Endro～！（村民）
- 閃亮模力小天才（情侶男）
- RobiHachi（奇姆）
- 我們真的學不來！（客人C）
- 偶像夢幻祭（男學生）
- 普通攻擊是全體二連擊，這樣的媽媽你喜歡嗎？（怪物）
- 女高中生的虛度日常（男）
- 觸地騎士（橄欖球部員、男學生）
- 高校星歌劇（學生）
- 警視廳 特務部 特殊凶惡犯對策室 第七課 -特7-（桃太郎強盗）
- 籃球少年王（選手）
- 刀劍神域 Alicization War of Underworld（村裡的年輕人）
- 高分少女（玩家1）

2020年
- ID:INVADED（國府司郎[4]）
- ブレーカーズ（智[5]）
- A3!（學生）
- 籃球少年王（中學生部員）
- 暮蟬悲鳴時業（男性客）
- 突擊莉莉（委員）

2021年
- 2.43 清陰高中男子排球社（紋代中部員）
- 86—不存在的戰區—（男性）
- 戰鬥員派遣中！（戰鬥員A）
- 暮蟬悲鳴時卒（達文西的客人）
- 境界戰機（亞洲軍士兵）

2022年
- 輝夜姬想讓人告白～天才們的戀愛頭腦戰～（輕浮男）
- 青之蘆葦（朝利·馬基斯·淳[6]）
- Healer Girl 歌癒少女（觀眾）
- 處刑少女的生存之道（市民）
- 勇者辭職不幹了～下個職場是魔王城～（魔族B）
- 入間同學入魔了！（宇宙）

2023年
- 妖幻三重奏（男子）
- 卡片戰鬥先導者 will+Dress（制服者、觀眾）
- 不要欺負我，長瀞同學（男子B）
- 勇者死了！（托卡·史考特[7]）
- 機動戰士鋼彈 水星的魔女（飛行員學生）
- 可愛過頭大危機（毛球）
- 甜點轉生（蘇克瓦雷·米爾·卡德雷切克[8]）
- 銀砂糖師與黑妖精（妖精）
- 謊言遊戲（妖精）
- 超超超超超喜歡你的100個女朋友（愛城戀太郎[9]、凱馬庫爾）
- OVERTAKE！（日语：オーバーテイク!）（粉絲）
- 堤亞穆帝國物語～從斷頭台開始，公主重生後的逆轉人生～（蘭貝爾）

2024年
- 迷宮飯（喀布爾[10]）
- 怪獸8號（市川雷諾[11]）
- 地下城中的人（フェン[12]）
- 靠廢柴技能【狀態異常】成為最強的我將蹂躪一切（灯河的叔叔）
- 轉生貴族憑鑑定技能扭轉人生（シン・セイマーロ[13]）

2025年
- 超超超超超喜歡你的100個女朋友（第2期）（愛城戀太郎[14]）
- 怪獸8號（第2期）（市川雷諾[15]）
- 最後可以再拜託您一件事嗎？（朱利亞斯·馮恩·帕里斯坦[16]）

### 遊戲
2024年
- 東京謎影者（草薙伯玖）